# Contea di Raoping
La contea di Raoping (饶平县S, Ráopíng XiànP) è una contea della Cina, situata nella provincia del Guangdong e amministrata dalla prefettura di Chaozhou.